# Hypnites knowltonii
Hypnites knowltonii là một loài Rêu trong họ Amblystegiaceae. Loài này được (E. Britton) N.G. Mill. mô tả khoa học đầu tiên năm 1980.